# Bony: Fahrt in den Tod
Bony: Fahrt in den Tod (Originaltitel: Bony) ist ein australischer Krimi-Fernsehfilm aus dem Jahr 1990, der nach einer Erzählung von Reg Watson entstanden ist. 1992 folgte die Fernsehserie Bony und sein Kommissar.

## Handlung
Die Filmhandlung erzählt zunächst die Geschichte des kleinen David Kevin Bonaparte, der im Alter von neun Jahren, seine Eltern durch einen tragischen Unfall verliert. Deshalb wächst er in den folgenden Jahren bei seiner Oma Edith und dem Aborigine-Patenonkel Albert Harris auf. Damit lernt Bony, insbesondere stets gefördert durch seinen „Onkel Albert“, als erster Weißer schon frühzeitig, aus dem reichhaltigen Wissen der australischen Ureinwohner zu schöpfen, sowie wichtige Zusammenhänge zwischen ihren traditionellen Fähigkeiten und der Natur zu verstehen. Mit der Zeit entwickelt Bony sogar die dafür notwendigen „sinnlichen Kräfte“. Jahre später als junger Mann, verlässt Bony nach seinem erfolgreichen Abschluss der Ausbildung zum Polizeioffizier, gemeinsam mit seinem Kollegen und Freund Ned Bowen, als einer der besten Schüler die Polizeiakademie. Gleich ihr erster gemeinsamer Einsatz als Junior-Constable, soll die beiden in den kleinen Ort Woongala, mitten im australischen Outback führen.
An ihrer zukünftigen Dienststelle von Senior Sergeant Frank Carter werden sie von ihrer neuen Kollegin Bev Miles erwartet. Doch als Bony etwa sechs Wochen nach seinem Freund dort eintrifft, teilt Bev ihm mit, das Ned angeblich seit Tagen schon spurlos verschwunden ist. Bony, der diese Behauptung weder verstehen, noch so recht glauben kann und will, holt sich Onkel Albert zur Hilfe. Gemeinsam versuchen die beiden herauszufinden, wie es zu diesem mysteriösen Verschwinden von Ned kommen konnte, und wer oder was genau dahinter steckt. Mit der Zeit verdichten sich immer mehr die Indizien dafür, dass Ned nicht mehr am Leben ist. Damit stellt sich für Bony die Frage, was mit seinem Freund geschehen ist.
Die Spur führt zu Angela Hemmings, der jungen Frau des Unternehmers und Millionärs Tom Hemmings, der wegen einer akuten Krebserkrankung nur noch wenige Tage zu leben hat. Bony findet heraus, dass sich Angela als alleinige Erbin berechtigte Hoffnung auf das Vermögen ihres Mannes machen darf. Sie hat gleichzeitig ein Verhältnis mit Bonys neuem Vorgesetzten Frank Carter. Nur durch einen Zufall hatte Ned das Verhältnis der beiden entdeckt. Aus Furcht vor Enterbung durch Tom hat Angela Ned erschossen, da sie annehmen musste, er würde sofort ihren todkranken Ehemann davon in Kenntnis setzen. Frank Carter entsorgte Neds Leiche anschließend unter dem Beton des vor wenigen Tagen fertiggestellten neuen Schwimmbades.

## Hintergrund
Der Fernsehfilm wurde von dem ehemaligen australischen TV-Produzenten Reg Watson erdacht und von Grundy Australia Productions produziert. Die Erstausstrahlung fand am 5. September 1990 beim australischen Sender Seven Network statt. Im deutschen Fernsehen strahlte das ZDF diese Produktion am 30. Juni 1993 als Pilotfilm zur im Jahr 1992 entstandenen 13-teiligen Krimiserie Bony und sein Kommissar aus.

## Synchronisation
Die deutsche Synchronisation entstand 1993 nach einem Synchronbuch von Siegfried Rabe unter seiner Dialogregie, in der Redaktion von Gert Mechoff und Alexander Ollig, im Auftrag des ZDF und des ORF.